# Heinz Bauer (Verleger)
Heinz Heinrich Bauer (* 28. Oktober 1939 in Hamburg) ist ein deutscher Verleger. Der Nachfahre des Verlagsgründers Johann Andreas Ludolph Bauer führte das Familien-Unternehmen, die Bauer Media Group (rechtlicher Name: Heinrich Bauer Verlag KG) von 1963 bis 2010 in vierter Generation.

## Leben
Nach der Schule absolvierte er eine Ausbildung zum Schriftsetzer und Buchdrucker. 1972 stieg Bauer als Komplementär (Anteil 10 Prozent) bei der Heinrich Bauer KG ein. Seit dem Tod seines Vaters Alfred Bauer 1984 verfügt Heinz Bauer über 96 Prozent der Unternehmensanteile. Sein Vermögen wurde 2007 auf etwa 2,6 Milliarden US-Dollar geschätzt.
Als Anteilseigner der Allgemeinen Hypothekenbank Rheinboden (AHBR) wandte er sich 2006 gegen deren Verkauf an die US-Firma Lone Star und kritisierte in diesem Zusammenhang die Bundesanstalt für Finanzdienstleistungsaufsicht (BaFin).
Sein Vermögen wurde 2011 auf etwa 1,8 Milliarden US-Dollar geschätzt.
Bauer und seine Ehefrau Gudrun haben vier Töchter. Mirja Bauer war Herausgeberin der Zeitschrift Life & Style. Ihr Ehemann, der Verlagsmanager Sven-Olof Reimers, ist in der Bauer Media Group als Geschäftsleiter der Digital KG tätig. Yvonne Bauer leitet seit April 2007 die Bauer Media Group, deren Verlegerin sie seit 2010 ist. Nicola Bauer ist die Herausgeberin des Magazins InTouch. Die jüngste Tochter Saskia Bauer leitet den Bereich Ausland West.
Das Ehepaar Bauer engagiert sich für wohltätige Zwecke, unter anderem die Krebsforschung und die Initiative „Reiten gegen den Hunger“ der Welthungerhilfe.